# 交響曲第15番 (ショスタコーヴィチ)
交響曲第15番 イ長調 作品141は、ドミートリイ・ショスタコーヴィチが作曲した最後の交響曲である。

## 概要
作曲時期は1971年。交響曲第13番、交響曲第14番のような声楽入りの交響曲や、ロシア革命を描いた標題的な作品である交響曲第11番、交響曲第12番などとは異なり、交響曲第10番以来の伝統的な4楽章の交響曲である。
しかし、合奏よりもソロなどが目立つ室内楽的なオーケストレーションや、各楽章にちりばめられたさまざまな作曲家の作品からの引用、更にショスタコーヴィチ流の十二音技法など、ベテランならではの技巧も光る作品である。　　

## 初演
1972年1月8日、マクシム・ショスタコーヴィチ指揮、モスクワ放送交響楽団

## 構成
4つの楽章から構成される。第2・第3楽章は切れ目なく演奏される。

### 第1楽章
Allegretto　イ長調
ソナタ形式と説明されることがあるが、実際は自由な形式で書かれている。ロッシーニの『ウィリアム・テル』序曲が引用されるが、このことについて作曲者自身は、深夜のおもちゃ屋さんをイメージしたと述べた。なお、息子のマクシムによれば、この曲はドミートリイが子供の頃に最初に好きになった曲であるという。さらに、ウィリアム・テルのロシア語表記の最初の3文字とレーニンのイニシャルが共に"ВИЛ"であることから、レーニンがソビエト連邦の指導者であった作曲者の幼年期から青春時代をこの楽章は表しているとする説もある。また、この曲の3連音、4連音、5連音が同時に奏でられる「リズムクラスター」の複雑な箇所は交響曲第2番やストラヴィンスキーの「春の祭典」との関連性も指摘されている。

### 第2楽章
Adagio - Largo　ヘ短調
三部形式 。金管のコラールではじまり、チェロの十二音列風なモノローグがそれに続く。142小節からはラルゴに入り、葬送行進曲風の哀悼の調べとなる。チェレスタの音型は、チェロが提示した十二音列風モノローグの反行形であり、交響曲第1番冒頭部から取られているとみられる。

### 第3楽章
Allegretto　ト短調
不気味さの漂うスケルツォ。冒頭でクラリネットが奏でる第1主題は十二音列となっている。作曲者が最晩年に用いた独自の音列的書法である。トリオの主題はヴァイオリン独奏によって現れされ、この辺りは協奏曲のような趣がある。再現部は短く、すぐにコーダに入るが、コーダは終楽章のそれと同様、弦のピアニッシモにのって打楽器が静謐な音を刻む。

### 第4楽章
Adagio - Allegretto　イ短調〜イ長調
アダージョではワーグナーの『ニーベルングの指環』より「運命の動機」が引用される。17小節からアレグレットに入るが、ここでも「運命の動機」は繰り返し登場する。アレグレット冒頭で現れる主題について、作曲者はグリンカの歌曲『疑惑』の引用だと述べている。また、ここでは『トリスタンとイゾルデ』の断片も引用される。105小節からは長大なパッサカリアとなるが、主題は交響曲第7番『レニングラード』の第1楽章「戦争の主題」である。第6変奏では主題の構成音が音列化されている。チェレスタのパッセージと第1楽章断片の再現により静謐なコーダが始まる。38小節にわたって弦が「ミ（Ｅ）」と「ラ（Ａ）」の音をピアニッシモで奏で、打楽器が交響曲第4番第2楽章コーダや第二チェロ協奏曲の終楽章の打楽器パートを引用する。自作からの引用ではここが最も目立つ箇所である。また、ハイドンの最後の交響曲である『ロンドン』の冒頭が引用されている。

## 編成
- 木管楽器

ピッコロ1、フルート2、オーボエ2、クラリネット2、ファゴット2
- 金管楽器

ホルン4、トランペット2、トロンボーン3、チューバ1、
- 打楽器

ティンパニ、シンバル、トライアングル、大太鼓、小太鼓、シロフォン、タムタム、グロッケンシュピール、チェレスタ、トムトム（ソプラノ）、カスタネット、ウッド・ブロック、鞭、ヴァイブラフォン
- 弦楽器

第1ヴァイオリン、第2ヴァイオリン、ヴィオラ、チェロ、コントラバス